# جون بي. سوليفان
جون بي. سوليفان (بالإنجليزية: John B. Sullivan)‏ هو محامي وسياسي أمريكي، ولد في 10 أكتوبر 1897 في سيداليا في الولايات المتحدة، وتوفي في 29 يناير 1951 في بيثيسدا في الولايات المتحدة. حزبياً، نشط في الحزب الديمقراطي. وقد انتخب معاون ‏ نائب عام الولايات المتحدة (1947 – 1948) وانتخب مندوب ‏ Democratic Convention (France) ‏ (1928 – 1940) وانتخب عضو مجلس النواب الأمريكي.